# 適馬 30mm 鏡頭
適馬 30mm 鏡頭是由適馬生產的定焦鏡頭，为标有“HSM”的镜头，表示含有超声波马达，有以下型號：
- Sigma 30mm f/1.4 EX DC HSM

是專為APS-C所生產的定焦鏡頭，經過焦段換算後為標準焦段的定焦鏡。當用於尼康數位單眼相機時，其等效於全幅機身的45mm視角（乘以系數1.5）。當用於佳能數碼EOS系列的APS-C幅面機身時，其等效於全幅機身上的48mm視角（乘以系數1.6）。當用於APS-H幅面機身時，其等效於全幅機身的39mm視角（乘以系數1.3）。